# Poltergeist (film din 2015)
Poltergeist este un film american din 2015 regizat de Gil Kenan. Este o refacere a filmului omonim din 1982 de Steven Spielberg. Rolurile principale au fost interpretate de actorii  Sam Rockwell, Rosemarie DeWitt, Jared Harris și Jane Adams. Scenariul este scris de David Lindsay-Abaire, filmul este produs de Roy Lee & Sam Raimi. A fost lansat la 22 mai 2015 de către 20th Century Fox și Metro-Goldwyn-Mayer. Are încasări de peste 95 de milioane $ în întreaga lume.

## Distribuție
- Sam Rockwell - Eric Bowen
- Rosemarie DeWitt - Amy Bowen
- Jared Harris - Carrigan Burke
- Jane Adams - Dr. Brooke Powell
- Saxon Sharbino - Kendra Bowen
- Kyle Catlett - Griffin Bowen
- Kennedi Clements - Madison Bowen
- Nicholas Braun - Boyd
- Susan Heyward - Sophie
- Soma Bhatia - Lauren